# 島貫智行
島貫 智行（しまぬき ともゆき）は、日本の経営学者。専門は人的資源管理論。学位は、博士（商学）。中央大学大学院戦略経営研究科教授。

## 人物・経歴
1995年慶應義塾大学法学部卒業。総合商社人事部門勤務後、2007年一橋大学大学院商学研究科博士後期課程単位修得退学。2009年一橋大学より博士（商学）の学位を取得。山梨学院大学現代ビジネス学部専任講師を経て、2010年一橋大学大学院商学研究科専任講師。同准教授を経て、2017年一橋大学大学院商学研究科教授。2018年一橋大学大学院経営管理研究科教授。2023年中央大学大学院戦略経営研究科教授。専門は人的資源管理論。2019年より2021年まで日本労務学会会長、2023年より副会長。2019年より2023年まで組織学会評議員。
2008年論文「派遣労働者の人事管理と労働意欲」により労働政策研究・研修機構第9回労働関係論文優秀賞受賞。2010年論文「人材マネジメントの分権化と組織パフォーマンス」により、第26回組織学会高宮賞（論文部門）受賞。2018年『派遣労働という働き方』により第34回組織学会高宮賞（著書部門）受賞、日本労務学会賞（学術賞）受賞。

## 著書
- 『派遣労働という働き方：市場と組織の間隙』有斐閣 2017年
- 『1からの人的資源管理』（共編著）碩学舎 2022年
- 『グラフィック ヒューマン・リソース・マネジメント』（共編著）新世社 2023年